# Ceylonositalces parvulus
Ceylonositalces parvulus is een hooiwagen uit de familie Podoctidae.